# Deporte en Barcelona

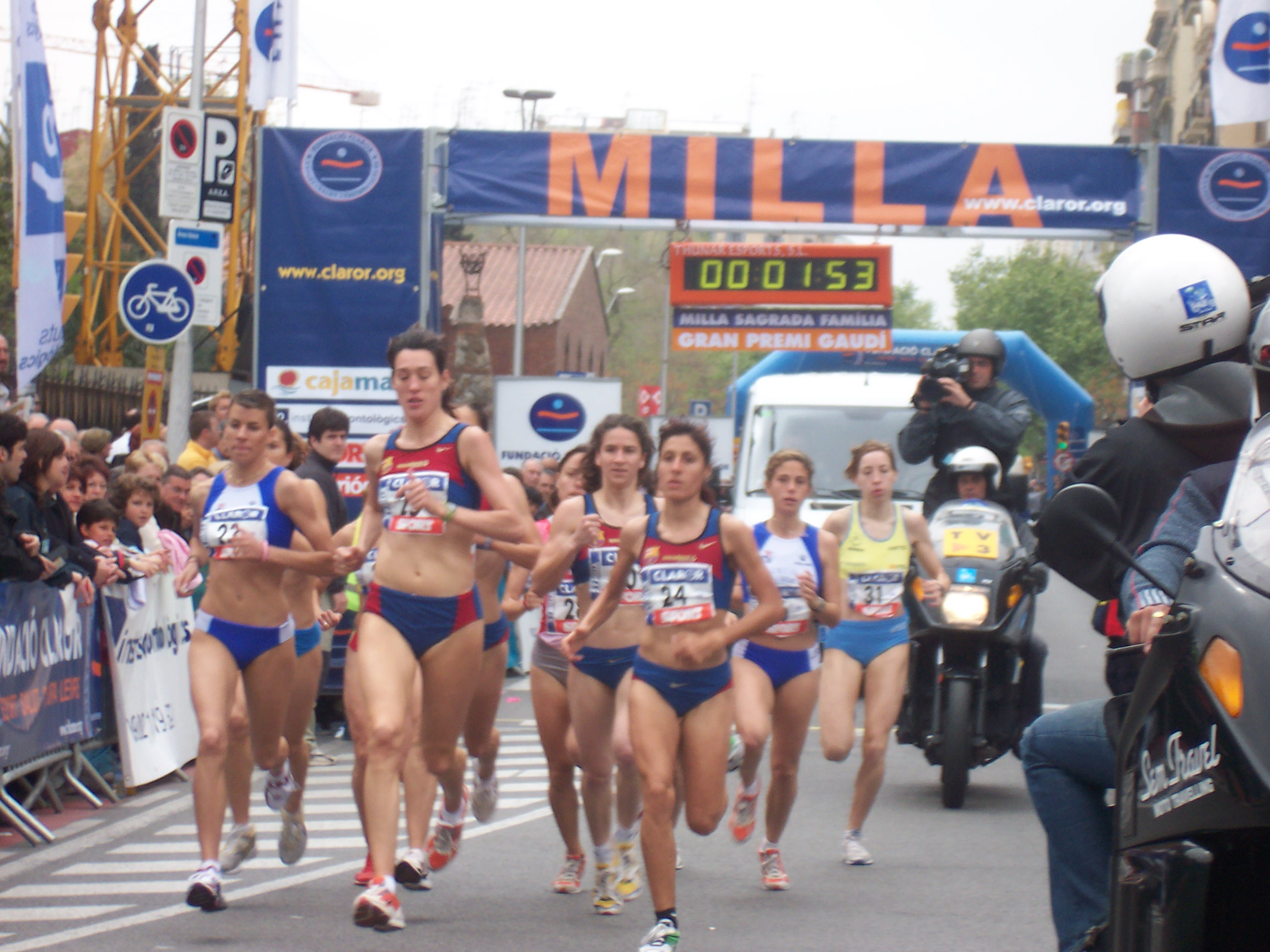
La Milla Sagrada Família tiene lugar en un circuito urbano alrededor del Templo de la Sagrada Familia.

Barcelona es una ciudad eminentemente deportiva, tanto para practicar actividades físicas como para ver espectáculos deportivos. 

## Historia del deporte en Barcelona
La relación entre Barcelona y el deporte arranca en el siglo XIX. La primera competición deportiva de la que se tiene notícia en Cataluña fue una carrera de embarcaciones de remo que tuvo lugar en Barcelona el 15 de julio de 1821.
En 1856 un grupo de aficionados a la hípica fundaron en la ciudad el Círculo Ecuestre, el club deportivo más antiguo de Barcelona, Cataluña y España. 
En 1860 se inauguró el primer gimnasio de la ciudad, propiedad de Joaquim Ramis.
A mediados del siglo XIX se extendió en Cataluña la afición por el excursionismo y el montañismo, lo que dio lugar a que en 1876 nacieran en Barcelona la Associació Catalana de Muntanyisme (asociación Catalana de Montañismo) y el Centro Excursionista de Cataluña. Ese mismo año también se fundó el Real Club Náutico de Barcelona.
En 1891 comenzó a publicarse en Barcelona "El Ciclista", la primera publicación enteramente deportiva de Cataluña. 
En 1897 se fundó el Real Club de Polo de Barcelona, dedicado inicialmente a la práctica de la hípica y el polo.
En 1898 se abrió el primer comercio especializado en deportes en Barcelona, "La Samaritana". 
1899 fue un año importante en la fundación de nuevos clubs deportivos en la ciudad: nacieron el Real Club de Tenis Barcelona, el Club Tennis La Salut, y Fútbol Club Barcelona. Ese año ya se contabilizaban 17 publicaciones deportivas en Cataluña, la mayoría de las cuales tenían su sede en Barcelona.

## Práctica de deporte
La ciudad, que fue sede de los Juegos Olímpicos de 1992, está dotada de una extensa red de completos polideportivos municipales que, sumados a los centros privados, facilitan la práctica del ejercicio físico a los ciudadanos de todos los barrios. Según estudios recientes,[¿cuál?] Barcelona es la ciudad europea con más practicantes de deporte, y, tras de Boston y San Diego (Estados Unidos), la tercera ciudad del mundo con mayor número de practicantes de deporte del mundo en proporción a su número de habitantes. Además, la orografía de la ciudad, el buen clima, y política municipal de crear carriles bici ha popularizado el uso de la bicicleta como vehículo de transporte. Los fines de semana también es fácil ver a centenares de barceloneses desplazándose en patines sobre ruedas, especialmente en la zona de la Villa Olímpica y Ciutat Vella, dónde también hay diferentes zonas para utilizar el monopatín.
El hecho que Barcelona sea una ciudad marítima también hace del mar y las playas lugares de ocio y actividad deportiva. Los barceloneses tienen la oportunidad de jugar a diferentes deportes sobre la arena de sus playas. Por otra parte, la inauguración del Puerto Olímpico y la remodelación del Puerto Viejo, en 1992, y la inauguración del nuevo puerto deportivo de San Adrián de Besós, en la zona del Fórum 2004, ha animado a muchos barceloneses a practicar deportes acuáticos.
Por otra parte, la ciudad ofrece a los ciudadanos la posibilidad de participar en una gran cantidad de competiciones deportivas populares en la calle. Las más populares son la Cursa de El Corte Inglés (con una media de 60.000 participantes anuales), la Carrera de la Mercè, la Cursa Bombers, la Carrera Jean Bouin, la Maratón de Barcelona, la Milla Sagrada Família, la San Silvestre Barcelonesa, la Fiesta de la Bicicleta, la Travesía del Puerto de Navidad, o la Fiesta de los patines. Además, en los meses de verano se organizan diversas competiciones deportivas en las playas de la Ciudad.

## Espectáculos deportivos
Barcelona es una ciudad con una importante oferta de espectáculos deportivos. La ciudad es sede del FC Barcelona, uno de los más laureados clubes de fútbol, baloncesto, balonmano y hockey sobre patines.
La ciudad cuenta con varios clubes de tenis, como el Real Club de Tenis Barcelona, el Club de Tenis La Salut, el Barcino, el Turó, etc., donde se han formado la mayoría de los mejores tenistas españoles de todos los tiempos[cita requerida]. Barcelona, considerada la capital del tenis español[cita requerida], ha sido la sede habitual donde el equipo de España ha disputado la mayoría de sus partidos de Copa Davis y Copa Federación[cita requerida]. El Torneo de tenis Conde de Godó, que se disputa en el Real Club de Tenis Barcelona, es uno de los torneos más prestigiosos del mundo sobre tierra batida[cita requerida].
Barcelona también es ciudad conocida por su tradición en clubs de natación, waterpolo y por su afición a los deportes de motor (es la segunda ciudad europea con mayor proporción de motocicletas por habitante, solo superada por Roma).
En las afueras de las ciudad (dentro de la provincia de Barcelona) se encuentran otras instalaciones relevantes, como el Centro de Alto Rendimiento (CAR) de San Cugat, donde reciben formación especializada los mejores jóvenes deportistas de España, y el Circuit de Catalunya, en Montmeló, donde se celebran carreras del Campeonato del Mundo de motociclismo y Fórmula 1.

## Grandes eventos deportivos anuales en Barcelona

### Eventos de participación profesional en la ciudad de Barcelona
- Enero: Trial Indoor Internacional de Barcelona, en el Palau Sant Jordi.
- Enero: Torneo Internacional de Hockey de Reyes, en el Real Club de Polo de Barcelona.
- Abril: Torneo de tenis Conde de Godó, en el Real Club de Tenis Barcelona.
- Abril: Semana Olímpica de Vela de Barcelona-Trofeo Ciudad de Barcelona.
- Mayo: Cursa DiR Guardia Urbana
- Mayo: Freestyle Solo Moto de Barcelona (motociclismo), en el Palau Sant Jordi.
- Mayo: Red Bull Air Race World Series.
- Mayo: Trofeo Conde de Godó de Vela, en el Real Club Náutico de Barcelona.
- Mayo: Trofeo Zegna de Vela, en el Real Club Náutico de Barcelona.
- Mayo: Regata Freixenet de Vela, en el Real Club Náutico de Barcelona.
- Mayo: Volta Ciclista a Catalunya
- Junio: Trofeo Internacional de Natación Ciudad de Barcelona, en el Club Natació Sant Andreu.
- Agosto: Trofeo Ciutat de Barcelona de fútbol, en el Estadio Olímpico Lluís Companys.
- Agosto: Trofeo Joan Gamper, en el Camp Nou.
- Septiembre: Concurso de Saltos Internacional de Barcelona, en el Real Club de Polo de Barcelona.
- Octubre: Escalada ciclista a Montjuic
- Octubre: Torneo Internacional de Polo de Barcelona, en el Real Club de Polo de Barcelona.
- Octubre: Supercross Movistar Internacional de Barcelona, en el Palau Sant Jordi.
- Octubre: Enduro Indoor Movistar Internacional de Barcelona, en el Palau Sant Jordi.

### Eventos abiertos a la participación popular en la ciudad de Barcelona
En Barcelona se ofrecen cerca de 350 actos deportivos al año abiertos a la participación popular que, según datos del Ayuntamiento de Barcelona, reúnen a una media anual de 250.000 participantes. El acto más multitudinario es la Cursa de El Corte Inglés, que suele reunir a más de 60.000 participantes cada año. Por detrás se sitúa la Fiesta de la bicicleta, que reúne a cerca de 20.000 personas, o la Cursa Bombers, que supera las 8.000. Las principales actividades deportivas abiertas a la participación popular son las siguientes:
- Enero: 10 kilómetros de Sant Antoni.
- Febrero: Media Maratón de Barcelona.
- Marzo: Rally Internacional Barcelona-Sitges.
- Abril: Cursa Bombers
- Abril: Cros de montaña de Can Caralleu
- Abril: Milla Sagrada Família
- Abril: Fiesta de la Bicicleta de Barcelona
- Mayo: Maratón de Barcelona.
- Mayo: Cursa de El Corte Inglés.
- Mayo: Cursa DiR Guàrdia Urbana.
- Abril: Cursa de Bon Pastor.
- Mayo: 10 kilómetros de Nou Barris.
- Junio: Cursa de la Vila Olímpica.
- Septiembre: Cursa de la Mercè.
- Septiembre: Cursa Atlètica Festa Major del Poblenou.
- Octubre: Once kilómetros de la Barceloneta.
- Noviembre: Cursa de Sant Andreu
- Noviembre: Cursa Clot Campo del Arpa
- Noviembre: Cursa de la Sagrera
- Noviembre: Carrera Jean Bouin-Gran Premio de Atletismo Ciudad de Barcelona.
- Noviembre: Cross Popular Sants.
- 25 de diciembre: Copa Nadal de natación.
- 31 de diciembre: San Silvestre Barcelonesa.

### Grandes eventos deportivos anuales en la provincia de Barcelona
- Mayo: Gran Premio de Cataluña del Mundial de Motociclismo, en el Circuito de Cataluña (Montmeló).
- Mayo: Gran Premio de España de Fórmula 1, en el Circuito de Cataluña (Montmeló).
- Julio: 24 horas de motociclismo de Barcelona, en el Circuito de Cataluña (Montmeló).
- Octubre: Maratón del Mediterráneo (Castelldefels-Gavá).

## Clubes deportivos
Barcelona cuenta con una gran cantidad de clubs de diferentes modalidades deportivas. Los principales clubs, por su antigüedad, prestigio, y número de asociados son, por orden de fundación:
- Círculo Ecuestre. Fundado en 1856 por un grupo de aficionados a la hípica, es el club deportivo más antiguo de Barcelona.
- Cercle Sabadellès 1856. Fundado en 1856, principalmente nació como un club social. Posteriormente, ha sido unos de los clubes deportivos más antiguos de Cataluña.
- Centre Excursionista de Catalunya. Fundada en 1876. Cuenta con más de 5.500 socios y una gran experiencia en la organización de actividades relacionadas con la montaña.
- Real Club Náutico de Barcelona. Fundado en 1876, es uno de los clubs deportivos más antiguos de España.
- Real Club de Polo de Barcelona. Fundado en 1897, tiene más de 10 000 socios, y cuenta con cinco secciones deportivas: hípica, hockey, pádel, polo y tenis.
- Real Club de Tenis Barcelona. Fundado en 1899, es uno de los clubs de tenis más prestigiosos de Europa. Organiza el Trofeo Conde de Godó de tenis.
- Club Tennis La Salut. Fundado en 1899 como "Club Social La Salud", en el año 1902 se transformó en el club actual. Es el vicedecano del tenis catalán. Tiene sus instalaciones en el barrio de Gràcia de Barcelona.
- Fútbol Club Barcelona. Fundado en 1899, tiene más de 150.000 socios. Cuenta con secciones profesionales en fútbol, baloncesto, balonmano, hockey sobre patines y fútbol sala, y con secciones amateurs en más de otras diez disciplinas deportivas.
- Real Club Deportivo Español. Fundado en 1900, tiene más de 25.000 abonados. Su equipo de fútbol milita en la primera división de la Liga Española de Fútbol.
- Real Club Marítimo de Barcelona. Fundado en 1902 es, junto al Náutico, el club con más solera en deportes acuáticos de Cataluña.
- Real Club de Tenis del Turó. Fundado en 1905, es uno de los clubes históricos del tenis barcelonés. Desde el año 2003 se denomina David Lloyd Club Turó.
- Real Automóvil Club de Cataluña. Fundada en 1906, tiene más de un millón de socios, lo que le convierte en el mayor automóvil club de España, y uno de los mayores de Europa.
- Club Natació Barcelona. Fundado en 1907, es el club decano de la natación española. Destaca por sus triunfos en waterpolo y natación. Tiene más de 8.000 socios.
- Club Esportiu Europa. Fundado en 1907, tiene secciones de fútbol, baloncesto, fútbol sala y fútbol femenino.
- Fútbol Club Martinenc. Fundado en 1909, es uno de los históricos del fútbol barcelonés, aunque también cuenta con secciones en otros deportes.
- Club Esportiu Júpiter. Fundado en 1909, tiene sus instalaciones en el barrio de La Verneda.
- Unió Esportiva Sant Andreu. Fundado en 1909, fruto de la fusión del Zeta y del Club de Fútbol Andreuenc, ambos fundados en 1905. Es uno de los clubes históricos del fútbol barcelonés.
- Agrupació Excursionista Catalunya, fundada en 1912.
- Club Tennis Barcino. Fundado en 1917, es uno de los clubes históricos del tenis barcelonés.
- Club Esportiu Laietà. Fundado en 1922, ostenta el honor de haber sido el club que introdujo la práctica del baloncesto en España.
- Unió Esportiva de Sants. Entidad polideportiva constituida el 26 de abril de 1922 por la fusión de cuatro entidades deportivas del barrio de Sants. Su sección de ciclismo organiza la Volta Ciclista a Catalunya.
- Club Excursionista de Gràcia. Fundado en 1922, es una de las entidades más prestigiosas del excursionismo catalán y del distrito de Gracia.
- Club Billar Barcelona. Fundado en 1928, es uno de los clubes de billar más prestigiosos de Europa.
- Club Natació Atlètic Barceloneta. Nacido fruto de la fusión entre el Club Natació Atlètic, fundado en 1913 y el Barceloneta Amateur Club, fundado en 1929.
- Esport Ciclista Barcelona. Entidad fundada el 29 de febrero de 1929. Organizó, entre 1963 y 2005, la Setmana Catalana de Ciclisme, y la Escalada al Castillo de Montjuic desde 1965.
- Barcelona Universitari Club. Fundado en 1929, es un histórico club de rugby.
- Club Natació Catalunya. Fundado en 1931, es uno de los clubes de natación más importantes de Cataluña. Su equipo de waterpolo ha conseguido numerosos títulos a nivel estatal.
- Club Esportiu Mediterrani. Fundado en 1931, cuenta con equipos en diferentes disciplinas deportivas, entre las que destaca especialmente la de waterpolo.
- Club Natació Montjuïc. Fundado en 1944, tiene sus instalaciones en la montaña de Montjuic. Ha destacado especialmente en la natación y el waterpolo.
- Club Esportiu Institut Guttmann. Fundado en 1967, es uno de los clubes más prestigiosos de deportistas discapacitados. Es el club decano en España del baloncesto en silla de ruedas.
- Club Natació Sant Andreu, fundado en 1971.
- Club Excursionita de Gracia, fundado en 1922, iniciador de los primeros grupos de escalada GEDE i de la primera travesía de resistencia de Europa como la Matagalls Montserrat, ideada por Mossen Jaume Oliveres en 1904, entidad precursora del senderismo a nivel nacional.

## Instalaciones deportivas para la práctica deportiva ciudadana
Barcelona tiene una extensa red de equipamientos deportivos, tanto públicos como privados, para la práctica de los ciudadanos. Según datos del Ayuntamiento de Barcelona hay 300.000 personas abonadas a estos equipamientos, lo que representa el 20 por ciento de la población. Según estos datos, Barcelona es, tras de Boston y San Diego (Estados Unidos), la tercera ciudad del mundo con mayor número de practicantes de deporte del mundo en proporción a su número de habitantes.

### Equipamientos públicos
De los 300.000 barceloneses abonados a equipamientos deportivos[cita requerida], 180.000 están abonados a equipamientos públicos de carácter municipal[cita requerida], lo que representa el 12 por ciento de la población barcelonesa. La ciudad tiene una red de 131 equipamientos municipales deportivos, sumando los polideportivos, los campos de fútbol, piscinas, etcétera. De estos 131, 42 son equipamientos polideportivos con abonados. Estos equipamientos suelen tener un modelo de gestión indirecta, según el cual, la instalación es de titularidad municipal pero la gestión es privada, a cargo de una entidad o club sin ánimo de lucro. Los polideportivos públicos que superan los 4.000 abonados son:[cita requerida]
- Piscinas de Sant Sebastià (Ciutat Vella). Gestionada por el Club Natació Atlétic Barceloneta. 12.519 abonados.
- Complejo deportivo Bac de Roda (Sant Martí). Gestionada por FCB. 12.194 abonados.
- Complejo deportivo Les Corts (Les Corts). Gestion[2] ada por Europolis. 11.362 abonados.
- Poliesportiu Sagrada Familia (Ensanche). Gestionada por Fundació Claror. 9.919 abonados.
- Polisportiu Perill (Gracia). Gestionada por UBAE. 9.761 abonados.
- Esportiu Claror (Gracia). Gestionada por Fundació Claror. 9.579 abonados.
- Poliesportiu Espanya Industrial (Sants-Montjuïc). Gestionada por Grupo ATLES. 8.905 abonados.
- Poliesportiu Bordeta] (Sants-Montjuïc). Gestionada por Grupo ATLES.
- Poliesportiu Europolis Gràcia (Gracia). Gestionada por Europolis. 7.977 abonados.
- Complejo deportivo Can Caralleu (Sarrià-Sant Gervasi). Gestionada por Fundació Claror. 7.519 abonados.
- Poliesportiu Claret (Gracia). 14.876 abonados. * Piscinas Bernat Picornell (Sants-Montjuïc). 7.842 abonados.
- Complejo deportivo Can Dragó (Nou Barris). Gestionada por UBAE. 6.654 abonados.
- Poliesportiu Marítim (Ciutat Vella). Gestionada por Fundació Claror. 6.450 abonados.
- Polisportiu Aiguajoc (Ensanche). Gestionada por UBAE. 5.206 abonados.
- Complejo deportivo Pau Negre-Can Toda (Gràcia). Gestionada por CN Catalunya.4.943 abonados.
- Polisportiu Estació del Nord (Ensanche). Gestionada por UFEC. 4.242 abonados.
- Polisportiu Joan Miró (Ensanche). 4.114 abonados.
- Pabellón Guinardó-Torrent Melís (Horta-Guinardó). 4.017 abonados.
- Camp de Béisbol "Carlos Pérez de Rozas" - (Sants-Montjuic)

El total de usuarios puntuales o ocasionales de los equipamientos deportivos municipales asciende a más de 700.000 personas al año, según datos del propio Ayuntamiento.[cita requerida]

### Equipamientos privados
Aparte de la extensa red de equipamientos públicos, Barcelona cuenta con una amplia variedad de centros deportivos privados, en los que están abonados 120.000 de los 300.000 barceloneses abonados a equipamientos deportivos. También cabe mencionar las instalaciones deportivas de la Universidad de Barcelona, y centros deportivos como Bonasport, Metropolitan, O2, Arsenal, Iradier, el Club Esportiu Mediterrani, y las franquicias de cadenas de fitness europeas como Holmes Places o Fitness First. Además de los gimnasios y polideportivos privados, Barcelona cuenta con otras instalaciones para la práctica del deporte como el Bowling Pedralbes, donde se pueden practicar los bolos, las pistas de patinaje sobre hielo del Skating y del Palau de Gel del FC Barcelona, y el Golf Montjuic, donde se puede practicar el Pitch&putt.

## Instalaciones para la práctica del deporte profesional
Además de las instalaciones deportivas de todos los clubes citados, Barcelona cuenta con una serie de instalaciones deportivas específicamente concebidas para la práctica del deporte profesional. Son instalaciones de gran aforo que han sido escenario de importantes acontecimientos deportivos, e incluso de eventos sociales y musicales. Las principales instalaciones de este tipo son:
- Camp Nou. Inaugurado en 1957, es el estadio del Fútbol Club Barcelona. Tiene un aforo para 99.354 espectadores. Ha sido escenario de dos finales de la Liga de Campeones de la UEFA, de los Juegos Olímpicos de Barcelona 1992, y de la Copa Mundial de Fútbol de 1982, entre otros eventos.
- Estadio Olímpico Lluís Companys. Inaugurado en 1929 con motivo de la Exposición Universal de Barcelona, fue remodelado con motivo de los Juegos Olímpicos de Barcelona 1992, de los que fue el principal escenario. Propiedad del Ayuntamiento de Barcelona, es el terreno de juego habitual del Real Club Deportivo Español. Tiene un aforo para 55.000 espectadores.
- Mini Estadi. Propiedad del FC Barcelona, donde juegan los equipos de fútbol de las categorías inferiores del club. Tiene un aforo de 15.276 espectadores.
- Palau Sant Jordi. Propiedad del Ayuntamiento de Barcelona, fue inaugurado en 1990 con vistas a los Juegos Olímpicos de Barcelona 1992. Tiene un aforo de 17.000 espectadores.
- Palau Blaugrana. Propiedad del FC Barcelona, es el polideportivo donde juegan sus partidos los equipos de baloncesto, balonmano, hockey sobre patines y fútbol sala del club azulgrana. Fue inaugurado en 1971, y tiene un aforo de 8.250 espectadores.
- Palacio de los Deportes de Barcelona. Propiedad del Ayuntamiento de Barcelona, fue inaugurado en 1955 con motivo de la celebración de los Juegos Mediterráneos de Barcelona 1955. Fue escenario de los Juegos Olímpicos de Barcelona 1992. Tiene un aforo de 8.000 espectadores.
- Pabellón de la Vall d'Hebrón. Construido con motivo de los Juegos Olímpicos de Barcelona 1992. Tiene un aforo de 4500 espectadores.
- Velódromo de Horta. Inaugurado en 1984 con motivo de los Campeonatos del Mundo de Ciclismo, fue sede de los Juegos Olímpicos de Barcelona 1992.

## Otras entidades deportivas de Barcelona
- Institut Nacional d'Educació Física de Catalunya (INEFC). Organismo autónomo de la Generalidad de Cataluña, adscrito a la Universidad de Barcelona, creado en 1975. Es la facultad de las ciencias de la educación física y el deporte.

- Centro de Alto Rendimiento (CAR). Organismo para el estudio científico y técnico del deporte, tiene sus instalaciones en San Cugat del Vallés, donde se alojan y preparan deportistas de alto nivel.
- Servei d'Esports de la Universitat de Barcelona. Servicio de deportes de la Universidad de Barcelona, fue creado en 1957. Tiene amplias instalaciones en la zona universitaria de la Diagonal.
- Consell de l'Esport Escolar de Barcelona (CEEB). Fundado en 1977, es el organismo encargado de organizar actividades y competiciones deportivas entre centros escolares de Barcelona.
- Unió Barcelonesa d'Activitats Esportives (UBAE). Entidad sin ánimo de lucro especializada en la gestión de instalaciones deportivas. Gestiona 13 instalaciones en Cataluña, 8 de ellas en la ciudad de Barcelona.
- Fundació Claror. Fundación sin ánimo de lucro dedicada a la promoción del deporte, la salud, la cultura y el ocio. Gestiona cuatro instalaciones deportivas municipales en Barcelona que aglutinan a más de 36.000 abonados. Además, organiza eventos deportivos como la Milla Sagrada Família.
- SEAE. Empresa creada en 1985 con forma de cooperativa, dedicada a la gestión de instalaciones deportivas, el asesoramiento técnico, la formación en el campo del deporte.
- Sport Cultura Barcelona.
- Fundació Barcelona Olímpica.
- Unió de Federacions Esportives de Catalunya (UFEC).
- Centro de Estudios Olímpicos de la Universitat Autónoma de Barcelona.
- Agrupació Catalana de l'Esport per a Tothom (ACET).
- Federació d'Entitats Excursionistes de Catalunya.
- Forum Samitier
- Fundación Johan Cruyff
- Escola Catalana de l'Esport.
- Universidad de Estudios Deportivos

## Museos deportivos en Barcelona
- Museu del FC Barcelona
- Museu Olímpic i de l'Esport Joan Antoni Samaranch
- Museo Melcior Collet

## Muestras y exposiciones
- Salón Internacional del Automóvil
- Salón Internacional de la Piscina
- Salón Náutico de Barcelona
- Salón de la Infancia y la Juventud
- Nivalia Ski Show
- Planet Football
- Auto Retro

## Medios de comunicación deportivos
- Diario Sport
- El Mundo Deportivo
- El 9 Esportiu de Catalunya
- Penalty
- Radio Marca Barcelona

## Organismos rectores del deporte con sede en Barcelona
- Institut Barcelona Esports.
- Laboratorio de Control de Dopaje de Barcelona.
- Asociación de Clubs de Baloncesto (ACB).
- Asociación de Clubs de Balonmano (ASOBAL).
- Secretaría General del Deporte de la Generalidad de Cataluña.
- Comité Olímpic Català.
- Real Federación Española de Tenis.
- Real Federación Española de Patinaje
- Delegación en Europa de la NBA.
- Unió de Federacions Esportives de Catalunya (UFEC).
- Federaciones catalanas de todas las disciplinas deportivas.
- Federación Internacional de Pitch & Putt Asociación (FIPPA).
- Waterpolo Asociación (asociación española de clubs de waterpolo).
- Asociación Nacional de Entidades Deportivas (ANDED)
- Real Federación Española de Béisbol y Sófbol